# Domenico Beccafumi
Domenico di Giacomo di Pace Beccafumi, ook wel genoemd il Mecherino (Montaperti bij Siena, 1486 - aldaar, 18 mei 1551) was een Italiaans kunstschilder en beeldhouwer. Hij wordt gerekend tot de stroming van het maniërisme.

## Leven en werk
Beccafumi werd geboren als zoon van de boer Giacomo di Pace en ging dienen bij de Beccafumis, die hem min of meer adopteerden. Zij herkenden ook al snel diens begaafdheid voor tekenen en lieten hem in Siena een kunstopleiding volgen. In 1510 trok hij naar Rome, waar hij in aanraking kwam met het werk van de grote Italiaanse Renaissance-kunstenaars als Rafaël Santi en Michelangelo, dat hem erg beïnvloedde. Ook maakte hij kennis met de antieke kunst van de oude Grieken en de Romeinen. Uit zijn vroege tijd Rome zijn echter geen werken bewaard gebleven.
Terug in Siena kreeg Beccafumi een hele reeks aan belangrijke opdrachten. Zo maakte hij onder meer voor fresco's en een marmeren vloer voor de kathedraal, maakte een altaarschildering voor het Oratorio di San Bernardino, plafondschilderingen voor het Palazzo Pubblico en een reeks muurschilderingen voor het Palazzo Venturi. Daarnaast werkte hij ook veel voor private opdrachtgevers en beschilderde bijvoorbeeld de gevel van het Palazzo Borghesi. Ook werkte hij als beeldhouwer. Korte tijd was hij buiten Siena nog in dienst bij prins Andrea Doria te Genua.
Beccafumi werkte in een maniëristische stijl en koos vooral voor Bijbelse en mythologische thema's. Hij geldt wel als de laatste grote kunstenaar uit de bloeiperiode van Siena. In Siena is zijn werk praktisch doorheen de hele stad te bezichtigen.

## Galerij

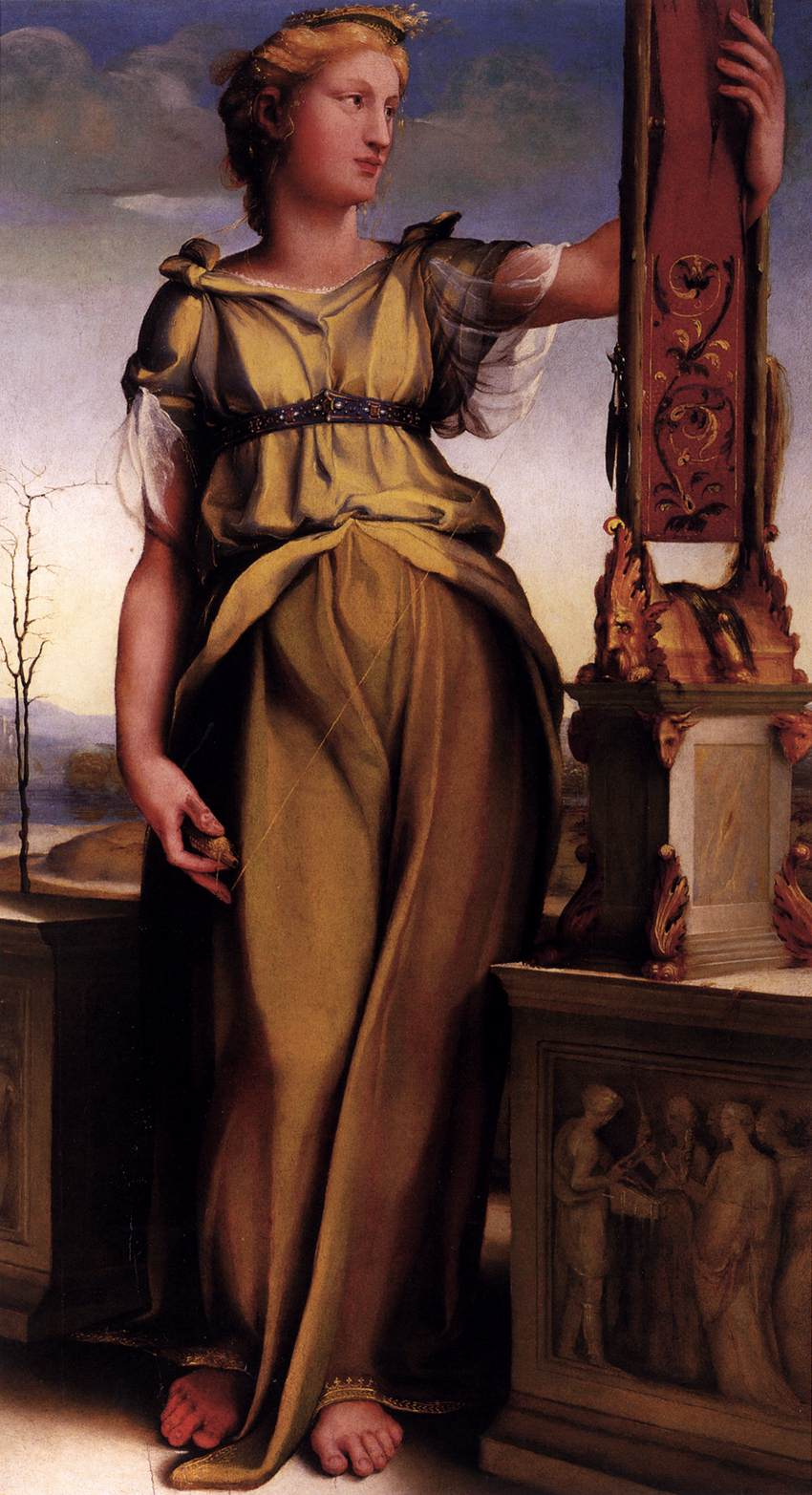
Penelope
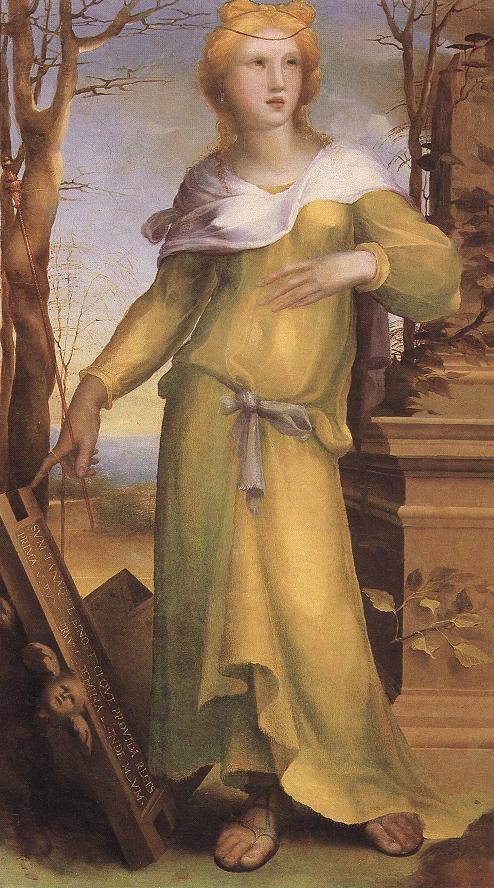
Tanaquil
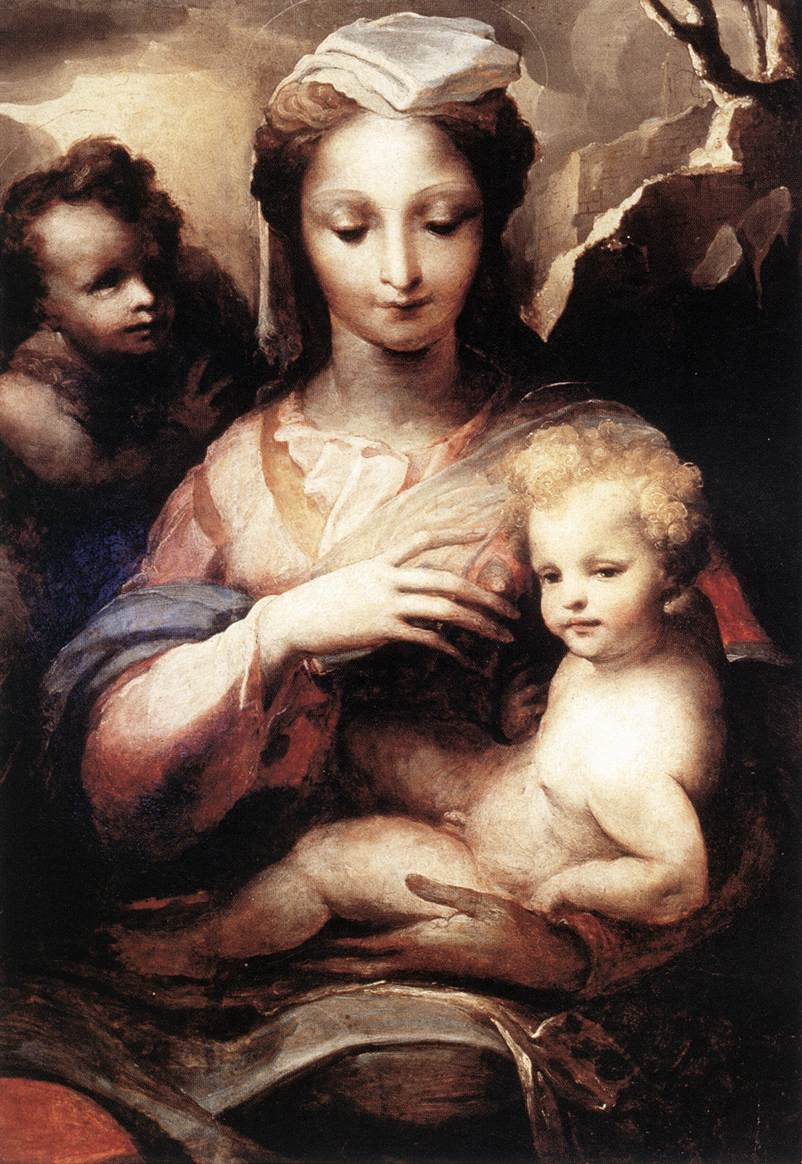
Madonna met Christuskind en Johannes de Doper
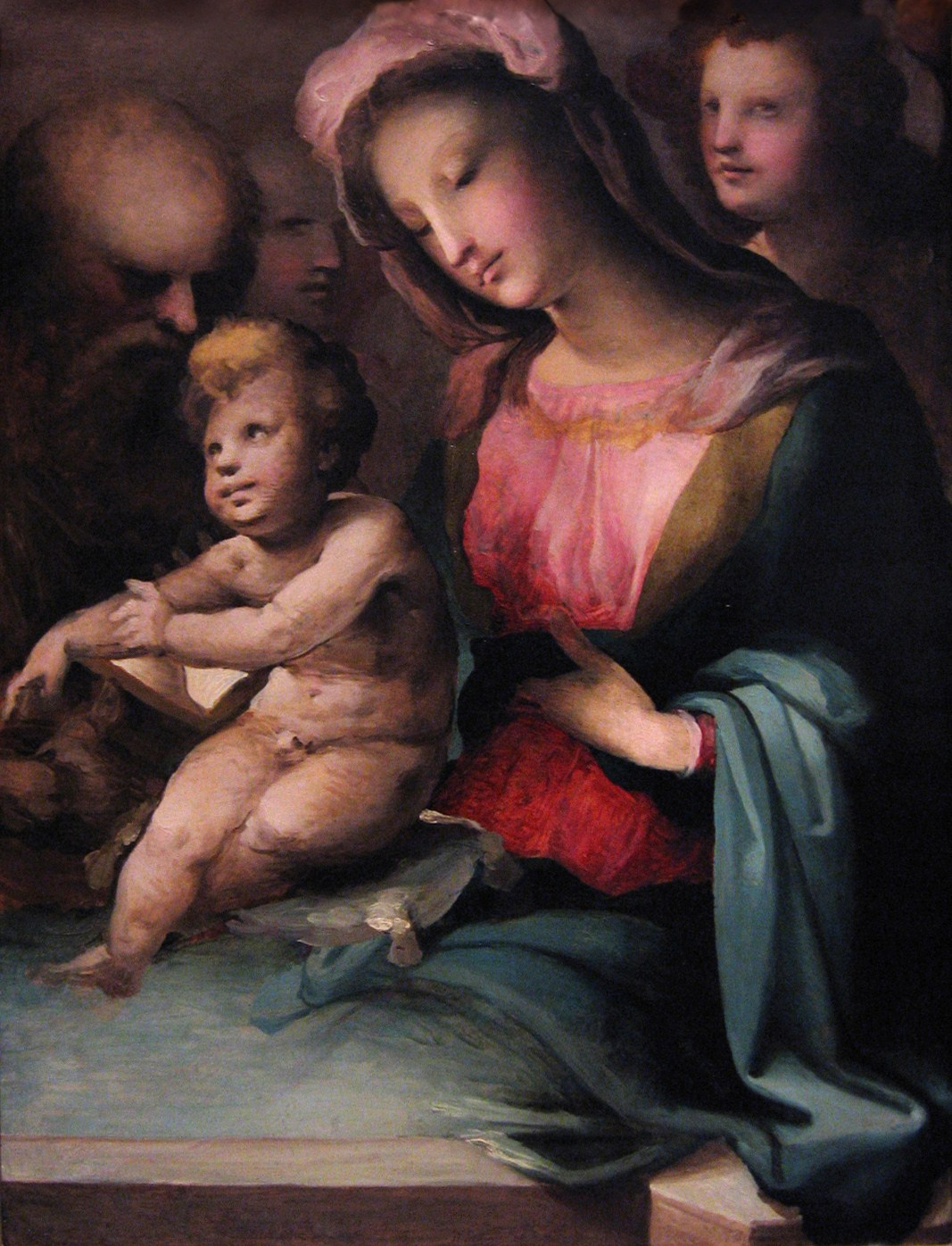
De heilige familie met engelen
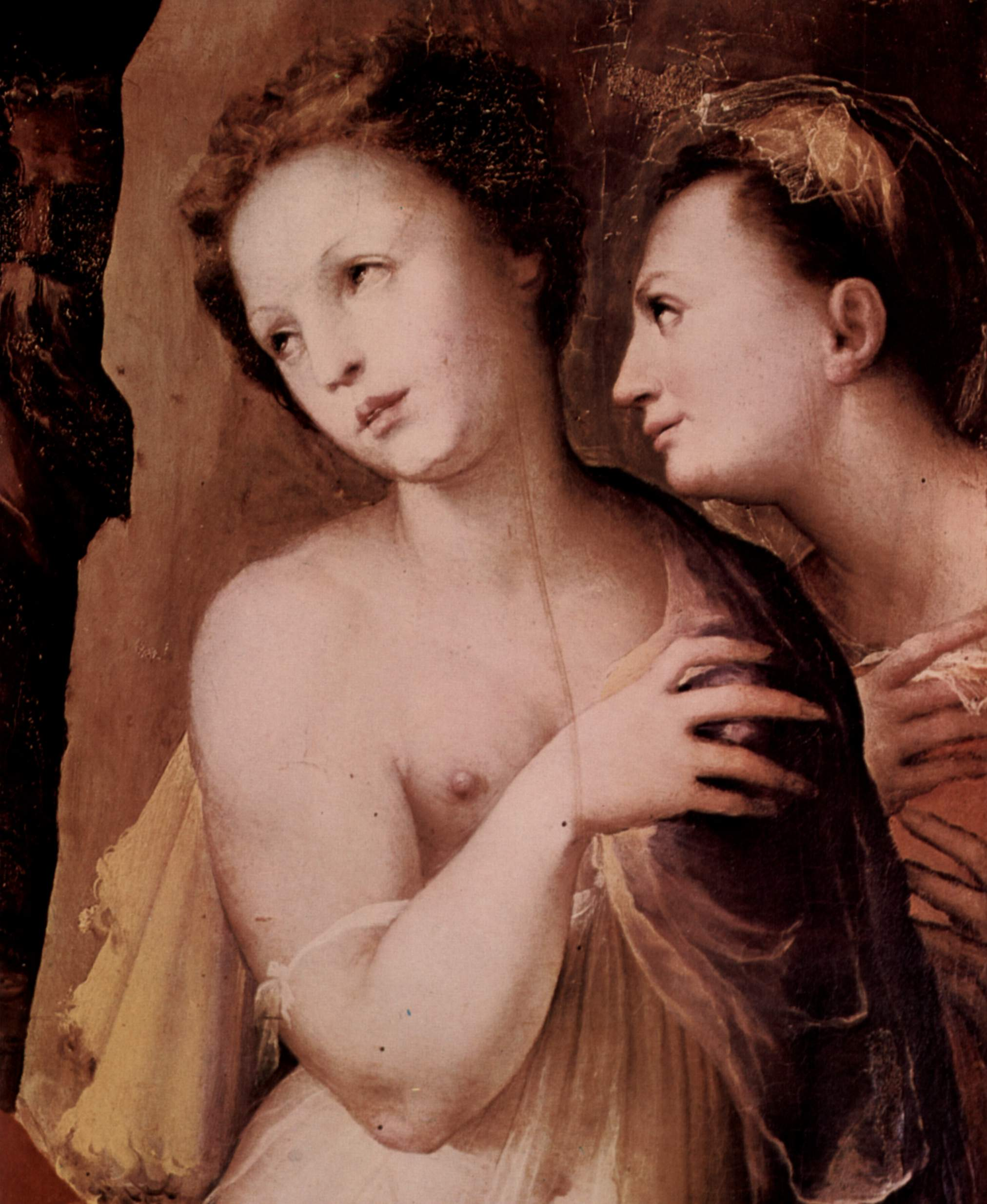
Hellevaart; detail: Eva
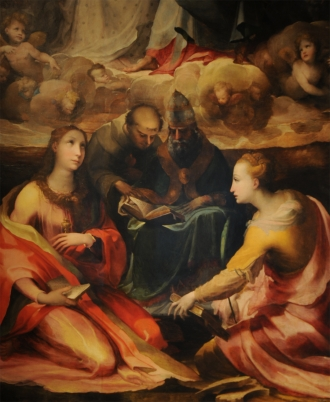
Kroning van de maagd met heiligen (detail)
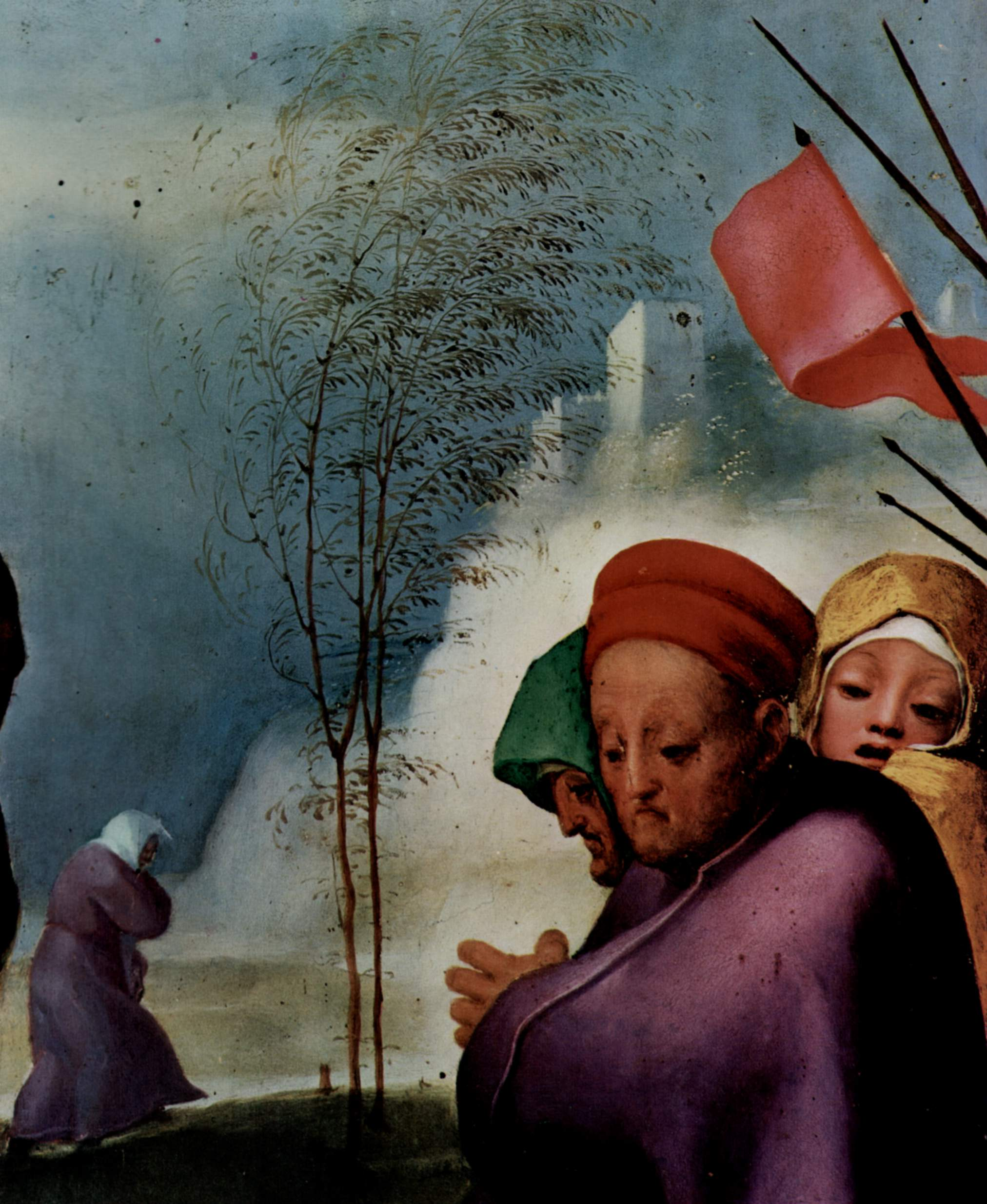
Paulus, altaarbeeld (detail)
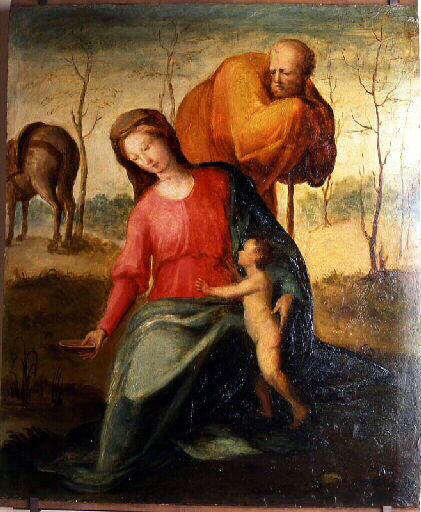
De vlucht naar Egypte
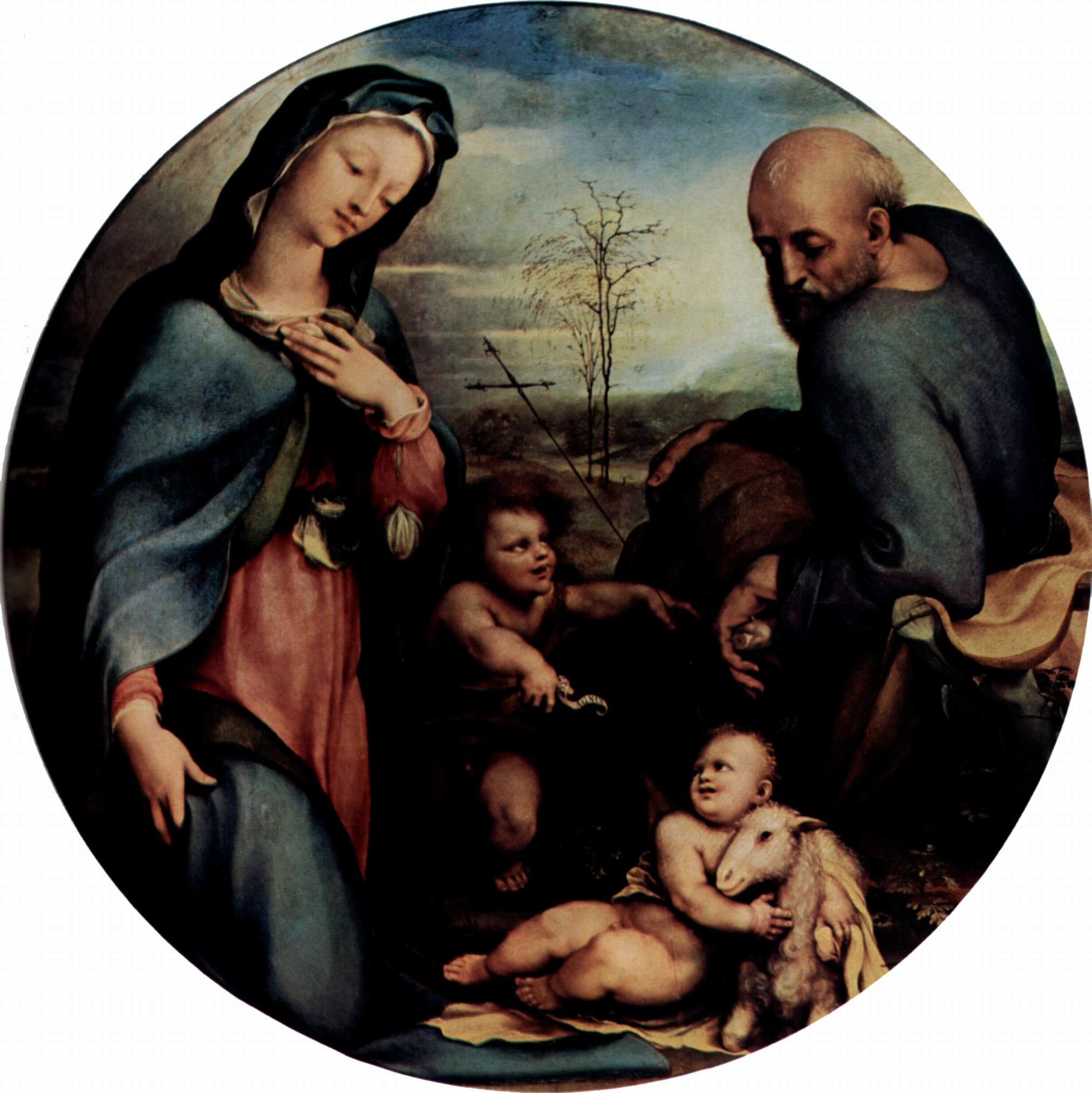
De heilige familie met Johannes de Doper
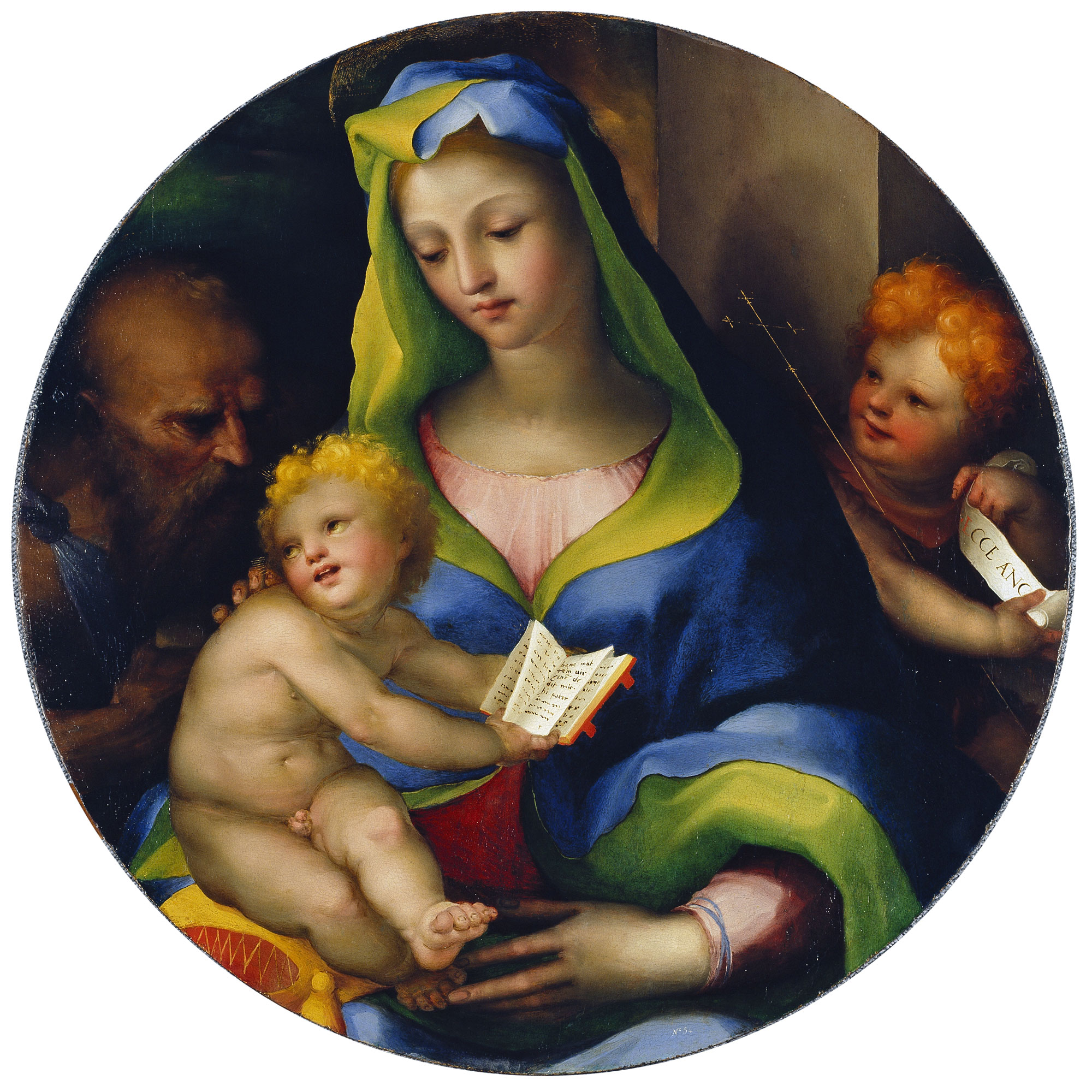
De heilige familie met de jonge Johannes